# Pedro Salinas
Pedro Salinas y Serrano (Madrid, 27 novembre 1891 – Boston, 4 dicembre 1951) è stato un poeta spagnolo appartenente alla Generazione del '27.

## Biografia
Pedro Salinas appartiene al gruppo di poeti-professori e ne rappresenta bene il modello perfetto. Egli è un ottimo conoscitore della letteratura spagnola ed europea, impegnato non solo nella critica e nell'università ma anche più creativamente con la produzione di poesia, romanzo e teatro.

### Il periodo degli studi
Nacque a Madrid e in questa città trascorse i primi anni della sua giovinezza. Terminati gli studi secondari nel 1908 si iscrisse alla facoltà di legge che abbandonò dopo soli due anni per seguire i corsi di lettere terminati nel 1913 con una laurea in lettere e filosofia. Nello stesso anno collaborò a preparare, insieme all'amico Díez-Canedo, una antologia di traduzioni di poesie francesi e si iscrisse subito al dottorato di ricerca, sempre presso la stessa facoltà, che concluse nel 1916.
Da giovane a Madrid Pedro Salinas sviluppò interessi in numerosi campi: legge, filosofia, scrittura. Il suo sogno era quello di diventare esperto in tutte queste aree d'esperienza.

### L'insegnamento alla Sorbona
Tra il 1914 ed il 1917 insegnò alla Sorbona di Parigi come lettore di spagnolo. In quel periodo si appassionò agli scritti di Marcel Proust traducendo il testo "Alla ricerca del tempo perduto" (En busca del tiempo perdido) che verrà pubblicato nel 1922 in due volumi.
Nel 1915 conobbe una giovane alicantina che risiedeva a Tangeri, Margarita Bonmatí, che sposò in quello stesso anno.

### La carriera universitaria e le sue prime opere
Tornato in Spagna vinse un concorso per la cattedra di lingua e letteratura spagnola e scelse la sede di Siviglia dove conobbe i più noti scrittori dell'epoca e collaborò alle maggiori riviste letterarie del tempo pubblicando anche alcune sue poesie. Risale a questi anni l'amicizia profonda e duratura con Jorge Guillén.
Tra il 1922 ed il 1923 insegnò per un semestre all'Università di Cambridge con il titolo di visiting professor, attratto dai movimenti della cultura europea.
Durante gli anni venti collaborò con il "Centro de estudios históricos", scrisse alcuni saggi di letteratura contemporanea e allo stesso tempo curò alcune edizioni di classici.
Nel 1926 pubblicò la sua prima opera narrativa Vispera del gozo e nel 1928 si trasferì a Madrid.
Nel 1930 ebbe l'incarico di docente di lingua e letteratura spagnola presso la "Escuela Central de Idiomas", incarico che tenne fino al 1936. Nello stesso periodo diresse, per alcuni anni, i corsi presso la Universidad Internacional de Verano di Santander che era stata da lui fondata.

### I fervidi anni di attività poetica
Gli anni che vanno dal 1929 al 1936 sono anni di fervida attività poetica. Verranno dati alle stampe Seguro azar (1929), Fábula y signo (1931), Amor en vilo (1933) che anticipa La voz a ti debida che verrà pubblicato alla fine di quello stesso anno. Risale al 1936 la raccolta intitolata Razón de amor.
Nel 1935, alla vigilia della guerra civile venne invitato dal Wellesley College negli Stati Uniti per un breve periodo di insegnamento, ma egli partì per non ritornare mai più.

### Negli Stati Uniti come esule volontario
Il poeta rimase, come esule volontario, negli Stati Uniti dove insegnò presso diverse Università. Nel '37 gli venne conferito l'incarico per l'insegnamento presso il "Wellesley College" nel Massachusetts e in seguito a Baltimora. Durante questi anni fece anche diversi viaggi in Messico per tenere alcune conferenze su "il poeta e la realtà nella letteratura spagnola" che verranno pubblicate in volume nel 1940 con il titolo Literatura española siglo XX.

### Il lieto periodo a Porto Rico
Nel 1943 gli venne concesso un temporaneo trasferimento presso l'Università di Porto Rico dove rimarrà fino al 1946, facendo nuove amicizie e scrivendo i versi El Contemplado (mar, poema). Tema con variaciones. Compirà ancora alcuni viaggi per conferenze a Santo Domingo e a Cuba e nel 1946 farà ritorno a Baltimora dove riprenderà il suo posto di docente.

### A Baltimora l'ultimo periodo di vita
A Baltimora intensa e varia sarà l'attività letteraria degli ultimi anni della sua vita. Salinas infatti si dedicherà, oltre che alla poesia, agli studi critici, ai saggi, al romanzo e al teatro.
Il suo ultimo libro di versi, Confianza, verrà pubblicato nel 1955 dopo la morte dell'autore che avverrà a Boston nel 1951.
Secondo il desiderio del poeta venne seppellito nel cimitero di Santa Magdalena a Puerto Rico.

## Le fasi della poetica
L'opera poetica di Salinas, divisa in nove libri, si distingue in tre fasi distinte ma allo stesso tempo complementari.

### La prima produzione poetica: 1923-1931
La prima produzione poetica di Salinas, che va dal 1923 al 1931, comprende tre raccolte: Presagios, scritta nel 1923, Seguro azar (Sicuro azzardo) composta nel 1929 e Fábula y Signo (Favola e segno) del 1931 con la quale si conclude la prima fase.

#### Presagios
In Presagios si avvertono gli influssi di Bécquer, di Antonio Machado e soprattutto di Juan Ramón Jiménez che scrisse il Prologo e curò la redazione del libro e l'anticipazione dei grandi temi che saranno della poesia successiva come quello della dialettica amorosa, del nulla che sovrasta l'uomo, del mistero, della irrealtà.
Il verso, breve e conciso, è ricco di ripetizioni e antitesi che il ritmo delle cesure e degli enjambements tende a separare.
(Pedro Salinas)

#### Seguro azar
In Seguro azar si coglie già, dall'antitesi tra i due termini del titolo, perfetto ossimoro, il desiderio di riempire l'astratto con figure e aspetti tratti dallo spettacolo della vita moderna, soprattutto da un tipo di letteratura sportiva e cinematografica che ha il suo centro attrattivo maggiore nel Far West (titolo di una lirica dell'opera). Salinas trae pertanto le immagini della sua poesia dalla realtà urbana o dalla finzione cinematografica e in modo graduato le priva della loro concretezza. Gli oggetti e le cose, osservate e poi negate, diventano il pretesto per denunciare l'assenza della persona amata che può essere raggiunta solamente attraverso il sogno.

#### Fábula y signo
In Fábula y signo, superando la realtà del quotidiano, Salinas si rivolge alla vita moderna e al mondo della macchina utilizzando il lessico dei movimenti avanguardieristici, come dimostrano i titoli e i temi del libro da Radiator y fogata (Radiatore e fuoco) a El teléfono, aggiungendo le emozioni che vengono vissute all'insegna della poesia e della fabula.

### La produzione poetica della maturità: 1933-1938
La seconda fase, che comprende il periodo tra gli anni 1933 e 1938, può considerarsi quella della maturità e vede la produzione delle principali opere dell'autore come La voz a ti debida La voce a te dovuta, Razòn de amor, Largo lamento (Lungo lamento) dove il poeta raggiunge la pienezza del sentimento e dell'abbandono dando l'esempio più alto di tutto il canzoniere spagnolo del Novecento.
Il tema principale delle opere di questo periodo è quello dell'amore che era già stato annunciato in Presagios. La realtà amorosa viene però ora trasfigurata da una intensa visione idealistica di carattere platonico che ha gli elementi della quotidiana relazione umana ma che va oltre la presenza fisica.
(Pedro Salinas)

### La stagione finale: anni quaranta
La terza e ultima fase corrisponde agli anni quaranta e può considerarsi la stagione finale del poeta dove egli scrive varie opere appartenenti a generi letterari differenti.
Oltre alle opere di poesia, si aggiungono quelle di teatro (quattordici drammi in tutto) nelle quali l'autore affronta gli aspetti della vita del tempo, i romanzi nei quali condanna il materialismo moderno e infine alcuni importanti saggi nei quali Salinas dimostra le sue vaste conoscenze culturali oltre una grande capacità critica.
Da menzionare è senza dubbio lo straordinario poema "Zero", pubblicato sulla rivista messicana Cuadernos Americanos nel 1944, poi incluso in Todo màs claro y otros poemas (1949). Con i suoi quasi 400 versi, è il più esteso poema composto da Salinas e manifesta una preoccupazione che anticipa l'orrore dello scoppio della bomba atomica sganciata su Hiroshima il 6 agosto 1945.

### L'ultima opera poetica
Il contributo più originale di quest'ultimo periodo rimangono comunque le produzioni letterarie: El contemplado del 1946, Todo màs claro y otros poemas (Tutto più chiaro e altre poesie) del 1949 e Confianza (Fiducia) che uscirà postumo nel 1955.

## Opere

### Poesia
- Presagios (Presagi), Biblioteca de Indice (Talleras poligráficos), Madrid
- Seguro azar (Sicuro azzardo), Revista de Occidente, Madrid 1929
- Fábula y signo (Favola e segno), Editorial Plutarco, Madrid 1931
- Amor en vilo, Ediciones "la tentativa poética", Madrid, ottobre 1933
- La voz a ti debida (La voce a te dovuta), Signo, Madrid, dicembre 1933
- Razón de amor, Cruz y raya, Madrid 1936
- El contemplado (mar, poema). Tema con variaciones, Editorial Stylo (Colección Nueva Floresta) Città del Messico 1946
- Todo más claro y otros poemas, Editorial Sudamericana, Buenos Aires 1949
- Confianza. Poemas inéditos, 1942-44, Aguillar, Madrid 1955 (postumo)
- Volverse sombra y otros poemas, Scheiwiller (All'insegna del pesce d'oro), Milano 1957 (postumo)
- Poesías completas, Aguilar (Colección literaria), Madrid 1955
- Poesías completas, Barral Editores (Biblioteca crítica), Barcellona 1981
- Poesías completas, Alianza, Madrid 1989-1990, a cura di S. Salinas de Marichal

### Romanzi e racconti
- Vigilia del piacere, Vispera del gozo, 1926
- Il nudo impeccabile e altri racconti, El desnudo impecable y otras narraciones, 1951
- La bomba incredibile, La bomba increìble, 1951

### Saggi
- Letteratura spagnola del secolo XX, 1941
- Jorge Manrique, 1947
- Rubén Darío, 1948

## Traduzioni italiane
- Poesie, traduzione e introduzione di Vittorio Bodini, Lerici, Milano 1958 (poesie scelte da: Presagios, Seguro azar, Fabula y signo, La voz a ti debida, Amor en vilo, Todo mas claro)
- Ragioni d'amore : antologia poetica, a cura di Vittorio Bodini, Accademia, Milano 1972
- Vigilia del piacere, traduzione di Cesare Greppi, Einaudi, Torino 1976
- Presagi, Sicuro azzardo, traduzione di Francesco Guazzelli, Giardini, Pisa 1978
- La voce a te dovuta : poema, a cura di Emma Scoles, Einaudi, Torino 1979
- Difesa della lettera, a cura di Barbara Cavallero, Archinto, Milano 2002
- Ragioni d'amore, a cura di Valerio Nardoni, Passigli, Bagno a Ripoli 2006
- La bomba incredibile, traduzione di Lia Ogno, introduzione di Angela Bianchini, Le Lettere, Firenze 2007
- Presagi, a cura di Valerio Nardoni, Passigli, Bagno a Ripoli 2008
- Sicuro azzardo, a cura di Valerio Nardoni, Passigli, Bagno a Ripoli 2008
- Favola e segno, a cura di Valerio Nardoni, Passigli, Bagno a Ripoli 2009
- Il contemplato : mare, poema, tema con variazioni, traduzione di Francesco Fava, prefazione di Cesare Segre, postfazione di Emma Scoles, Editori internazionali riuniti, Roma 2012
- Amore, mondo in pericolo. Lungo lamento, a cura di Valerio Nardoni, Passigli, Bagno a Ripoli 2014
- Due intermezzi di lettura, traduzione e cura di Ilena Antici; con una nota di Marco Piazza, Mimesis, Udine 2014 (contiene due articoli del 1921 su Calderón de la Barca e Proust)
- Il corpo, favoloso. Lungo lamento, a cura di Valerio Nardoni, Passigli, Bagno a Ripoli 2015
- Zero, traduzione e cura di Lia Ogno, Interno Poesia, Latiano 2021 (traduzione metrica)